# 艾哈邁德·莫夫蒂扎代
艾哈迈德·莫夫蒂扎代（1934年—1993年），是伊朗的学者和逊尼派活动积极分子，在伊朗伊斯兰共和国库尔德斯坦省的薩南達季出生。在什葉派主導的伊朗，作為遜尼派宗教领袖的他，從巴列維王朝到革命後的伊斯蘭共和國年代，他長期處於政府的監禁。他们要求改革宪法，恢复协商（慎思）大多数伊斯兰国家的制度运行的社区
1993年，在德黑蘭被囚禁時離世。

## 外部連結
- （波斯文） 有關 Ahmad Moftizadeh 宣導的思想的網站 （页面存档备份，存于）